# Tadashi Sumiyoshi
Tadashi Sumiyoshi (住吉 正 Sumiyoshi Tadashi), né le 10 février 1893 – décédé le 24 mars 1976, est un major-général de l'armée impériale japonaise durant la Seconde Guerre mondiale.

## Source de la traduction
- (en) Cet article est partiellement ou en totalité issu de l’article de Wikipédia en anglais intitulé « Tadashi Sumiyoshi » (voir la liste des auteurs).